# Tinocripus spinosus
Tinocripus spinosus är en insektsart som beskrevs av Nielson 1982. Tinocripus spinosus ingår i släktet Tinocripus och familjen dvärgstritar. Inga underarter finns listade i Catalogue of Life.